# Ainudrilus taitamensis
Ainudrilus taitamensis är en ringmaskart som beskrevs av Erséus 1990. Ainudrilus taitamensis ingår i släktet Ainudrilus och familjen glattmaskar. Inga underarter finns listade i Catalogue of Life.